# Lifan Breez
Lifan 520 — субкомпактный седан производства подразделения Lifan Motors Lifan Group.

## Overview
Lifan 520 — первый автомобиль, произведенный Lifan Motors, который был представлен на Пекинском автосалоне в 2006 году. Экстерьер и интерьер характерны для модели 520, но автомобиль базируется на шасси Citroën ZX 1991 года выпуска. 520 — это четырехдверный седан, а 520i — 5-дверный хетчбэк.

### Powertrain
Lifan 520 оснащен тремя 4-цилиндровыми двигателями на выбор: двигатели Lifan объемом 1,3 л (1342 см³) и 1,6 л (1587 см³), развивающие  65 кВт (88 л. с.) и 78 кВт (106 л. с.) соответственно и двигатель Tritec  объемом 1,6 л (1596 см³) развивающий 85 кВт (116 л. с.) используется совместно с Mini последнего поколения.

### Рынки
Lifan 520 продается в Китае и на нескольких экспортных рынках. В России он продается как Lifan Breez.

## Галерея

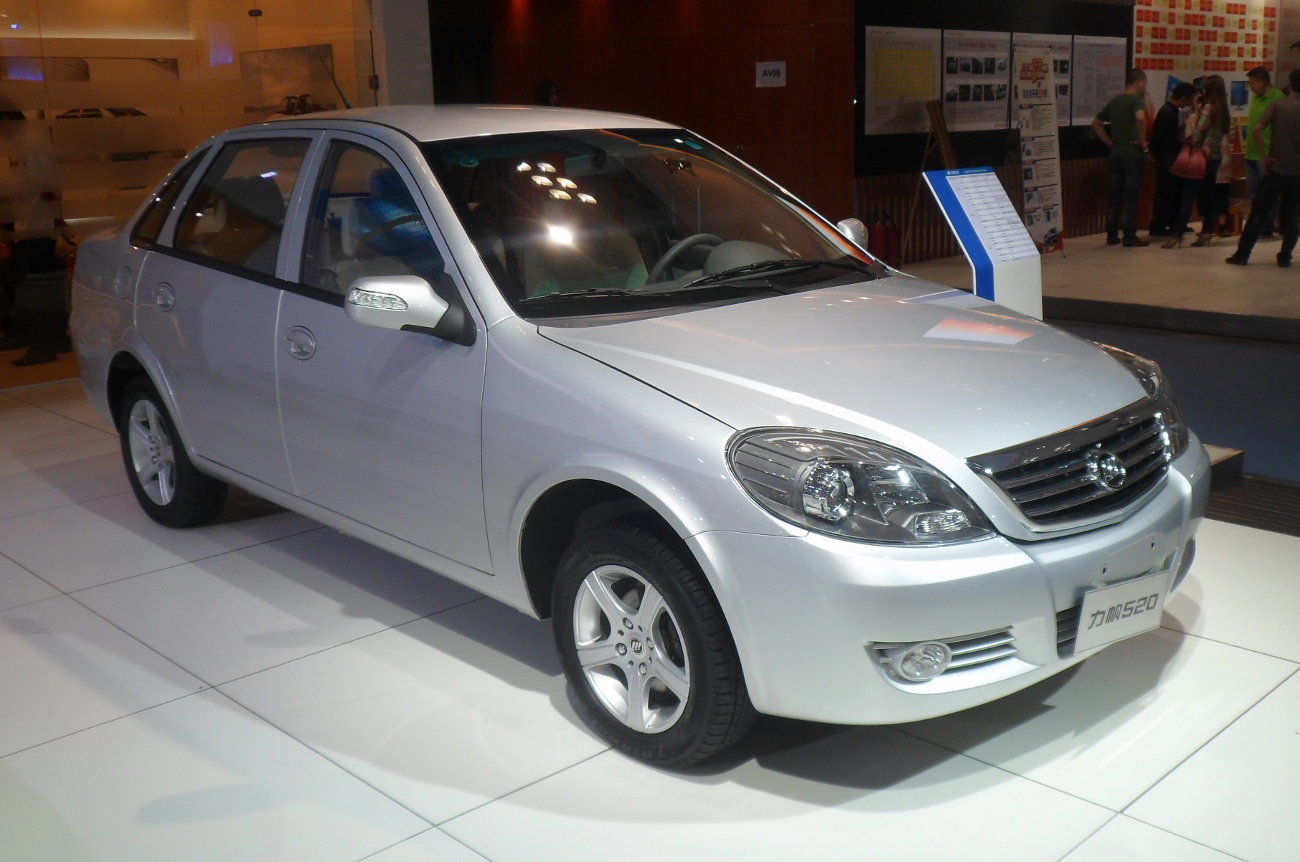
Лифан 520 перед.
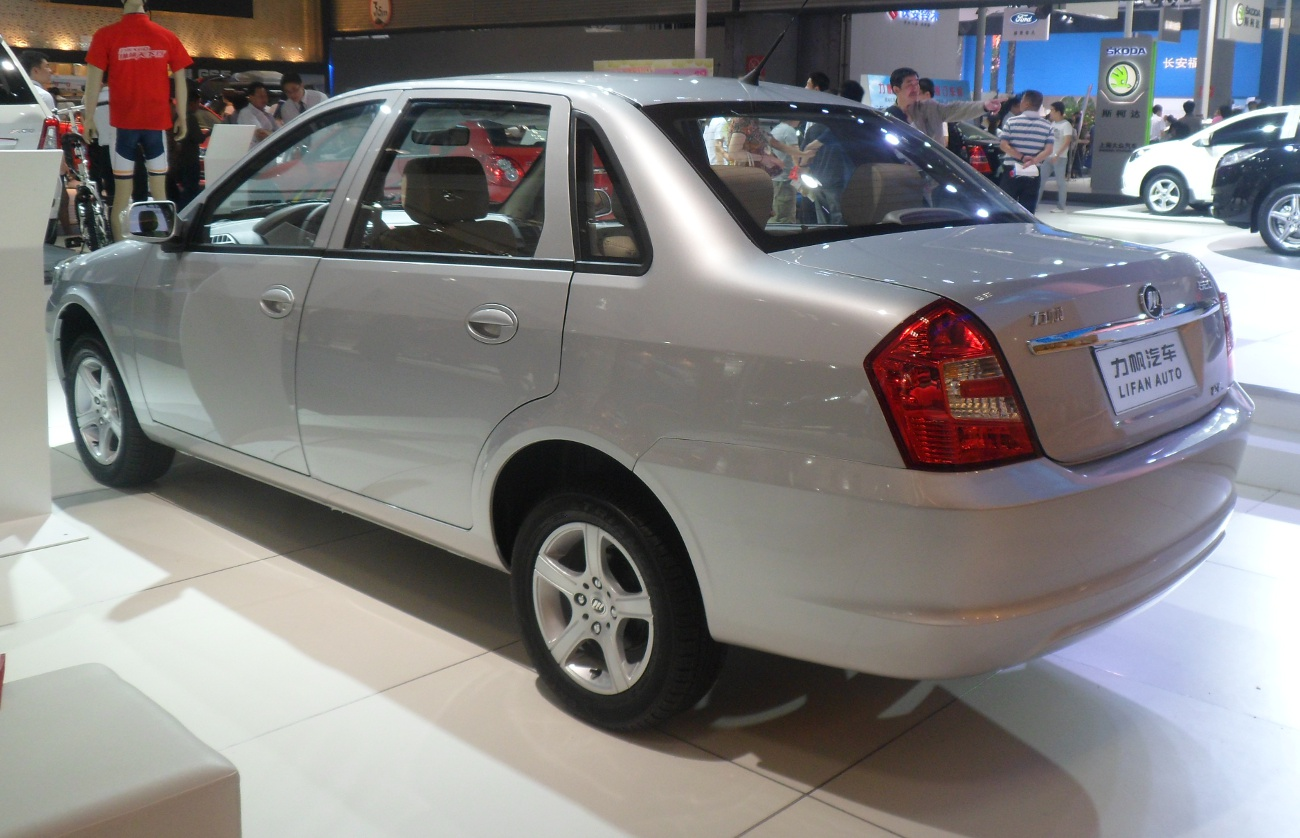
Лифан 520 задний.
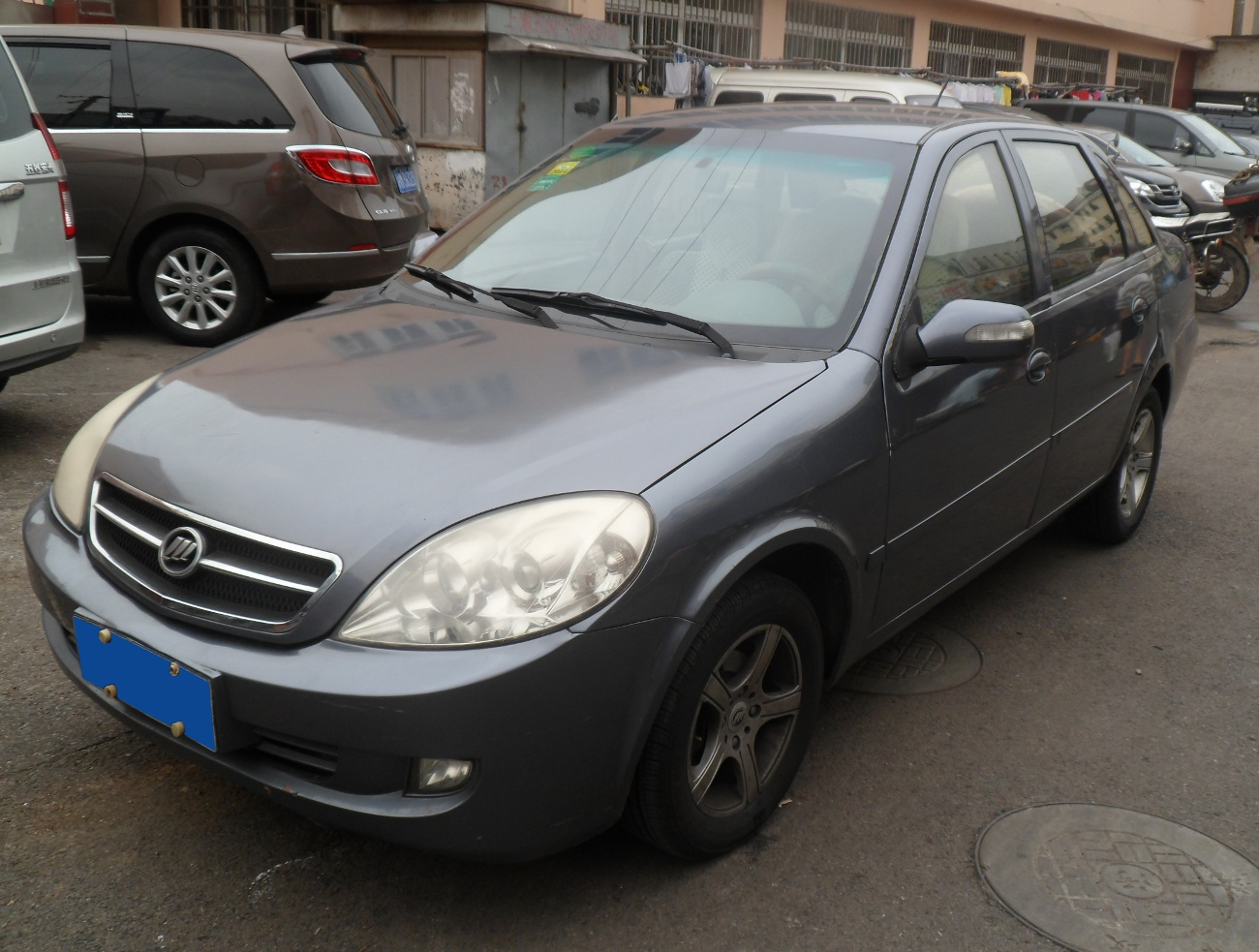
Лифан 520 рестайлинг передняя часть
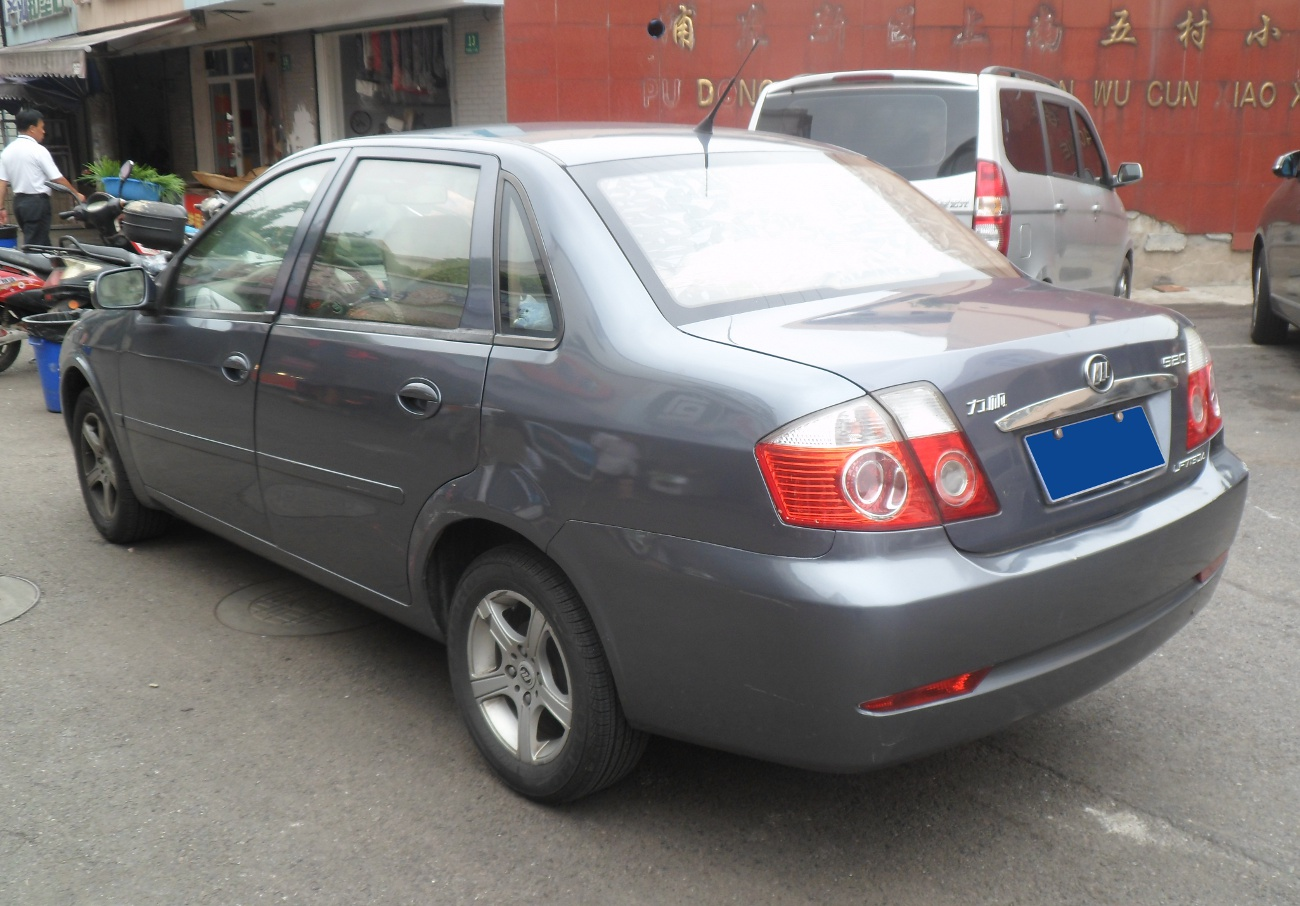
Лифан 520 рестайлинг задняя часть
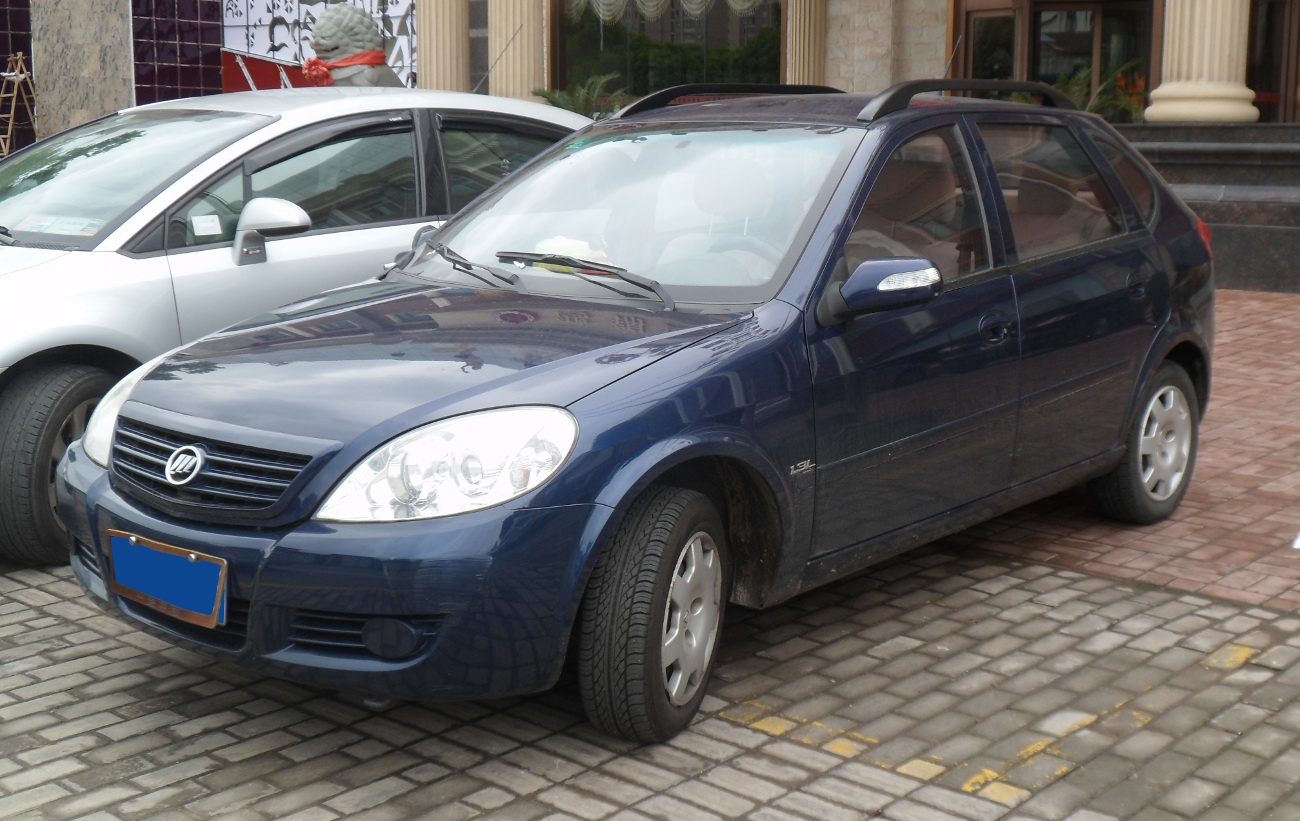
Лифан 520i передний
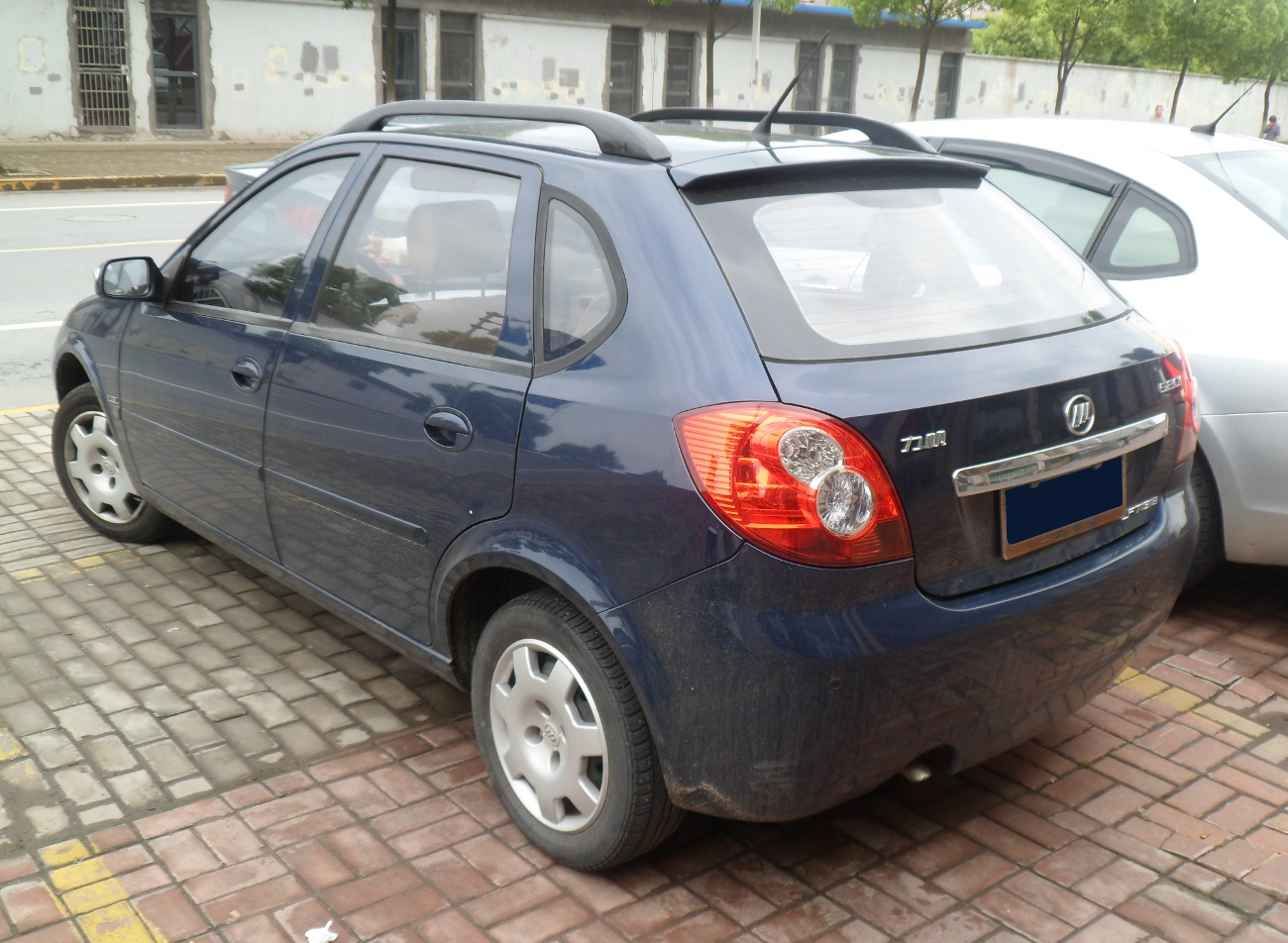
Лифан 520i сзади.
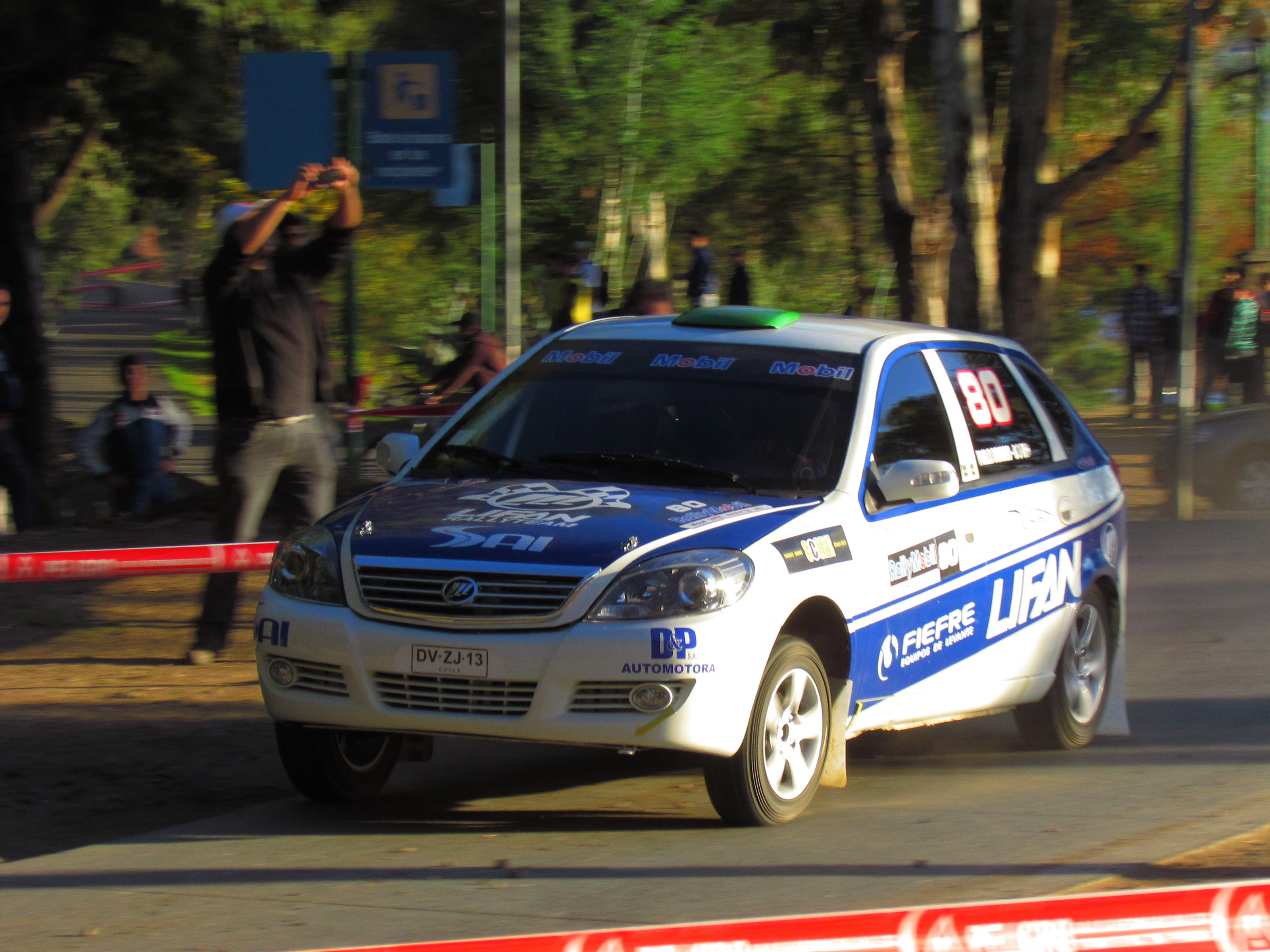
Раллийный автомобиль Lifan 520i спереди
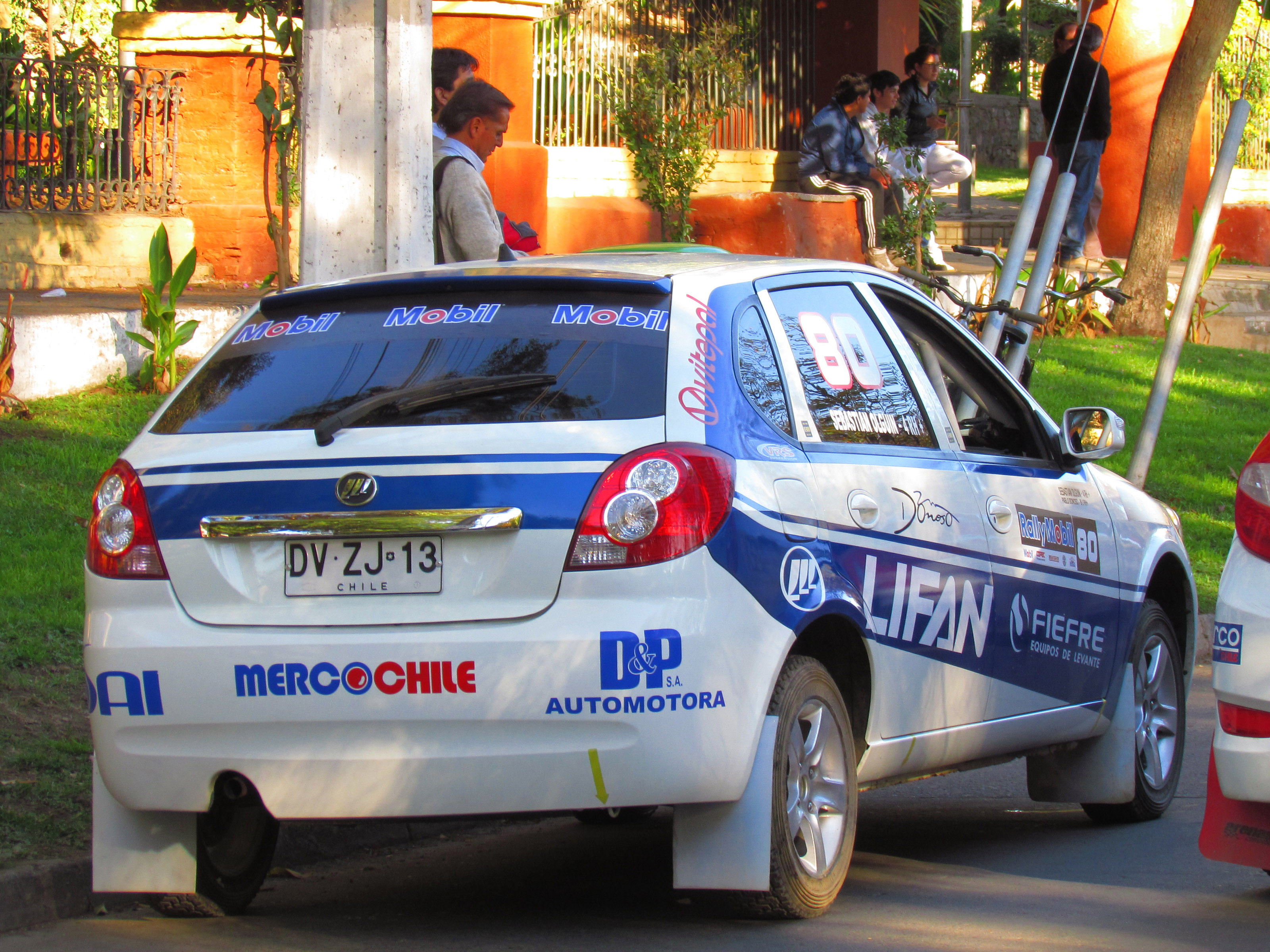
Раллийный автомобиль Lifan 520i сзади
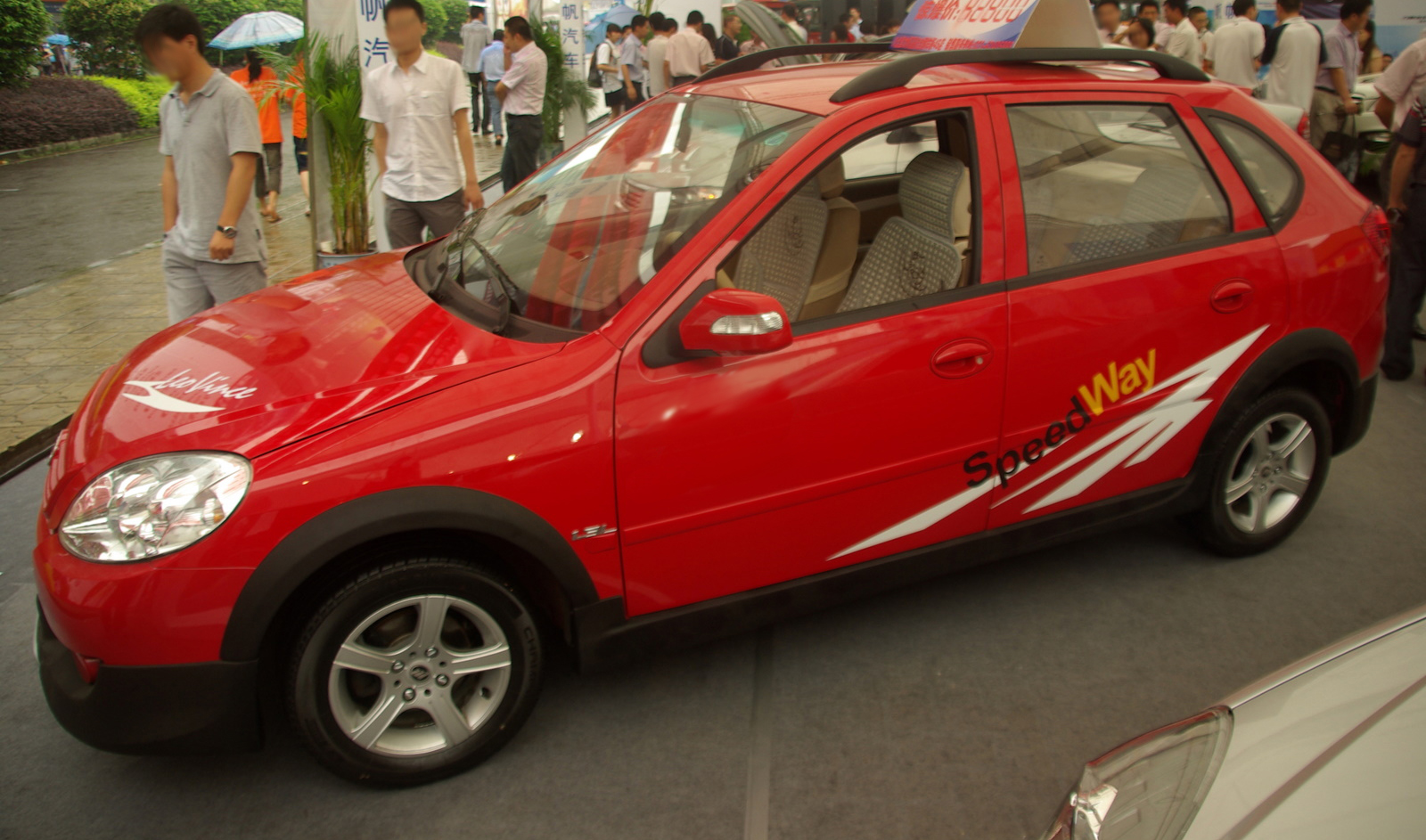
Лифан 520i кросс.